# Omophron
Omophron is een geslacht van kevers uit de familie van de loopkevers (Carabidae). De wetenschappelijke naam van het geslacht is voor het eerst geldig gepubliceerd in 1802 door Latreille.

## Soorten
Het geslacht Omophron omvat de volgende soorten:
- Omophron aequale A. Morawitz, 1863
- Omophron affine Banninger, 1918
- Omophron africanum Rousseau, 1908
- Omophron alluaudi Dupuis, 1913
- Omophron amandae Valainis, 2010
- Omophron americanum Dejean, 1831
- Omophron axillare Chaudoir, 1868
- Omophron baenningeri Dupuis, 1912
- Omophron barsevskisi Valainis, 2011
- Omophron bicolor Andrewes, 1919
- Omophron brettinghamae Pascoe, 1860
- Omophron capense Gory, 1833
- Omophron capicola Chaudoir, 1868
- Omophron chelys Andrewes, 1921
- Omophron clavareauli Rousseau, 1900
- Omophron congoense Deleve, 1924
- Omophron dentatum LeConte, 1852
- Omophron depressum Klug, 1853
- Omophron dissimile Deleve, 1924
- Omophron distinctum Banninger, 1918
- Omophron gemmeum Andrewes, 1921
- Omophron ghesquierei Deleve, 1924
- Omophron gilae LeConte, 1852
- Omophron grandidieri (Alluaud, 1899)
- Omophron gratum Chaudoir, 1868
- Omophron grossum Casey, 1909
- Omophron guttatum Chaudoir, 1868
- Omophron hainanense Tian & Deuve, 2000
- Omophron interruptum Chaudoir, 1868
- Omophron labiatum (Fabricius, 1801)
- Omophron limbatum (Fabricius, 1777)
- Omophron lunatum Banninger, 1918
- Omophron luzonicum Darlington, 1967
- Omophron maculosum Chaudoir, 1850
- Omophron madagascariense Chaudoir, 1850
- Omophron mexicanum Dupuis, 1912
- Omophron minutum Dejean, 1831
- Omophron multiguttatum Chaudoir, 1850
- Omophron nitidum LeConte, 1848
- Omophron oberthueri Gestro, 1892
- Omophron obliteratum G. Horn, 1870
- Omophron oblonguisculum Chevrolat, 1835
- Omophron ovale G. Horn, 1870
- Omophron parvum Tian et Deuve, 2000
- Omophron piceopictum Wrase, 2002
- Omophron pictum (Wiedemann, 1823)
- Omophron picturatum Boheman, 1860
- Omophron porosum Chaudoir, 1868
- Omophron pseudotestudo Tian & Deuve, 2000
- Omophron riedeli Emden, 1932
- Omophron robustum G. Horn, 1870
- Omophron rothschildi Alluaud, 1918
- Omophron rotundatum Chaudoir, 1852
- Omophron saigonense Chaudoir, 1868
- Omophron schoutedeni Deleve, 1924
- Omophron severini Dupuis, 1911
- Omophron smaragdum Andrewes, 1921
- Omophron solidum Casey, 1897
- Omophron sphaericum Chevrolat, 1835
- Omophron stictum Andrewes, 1933
- Omophron striaticeps Gestro, 1888
- Omophron tesselatum Say, 1823
- Omophron testudo Andrewes, 1919
- Omophron variegatum Olivier, 1811
- Omophron virens Andrewes, 1929
- Omophron vittatum (Wiedemann, 1823)
- Omophron vittulatum Fairmaire, 1894
- Omophron yunnanense Tian & Deuve, 2000